# Arcidiocesi dell'Aquila

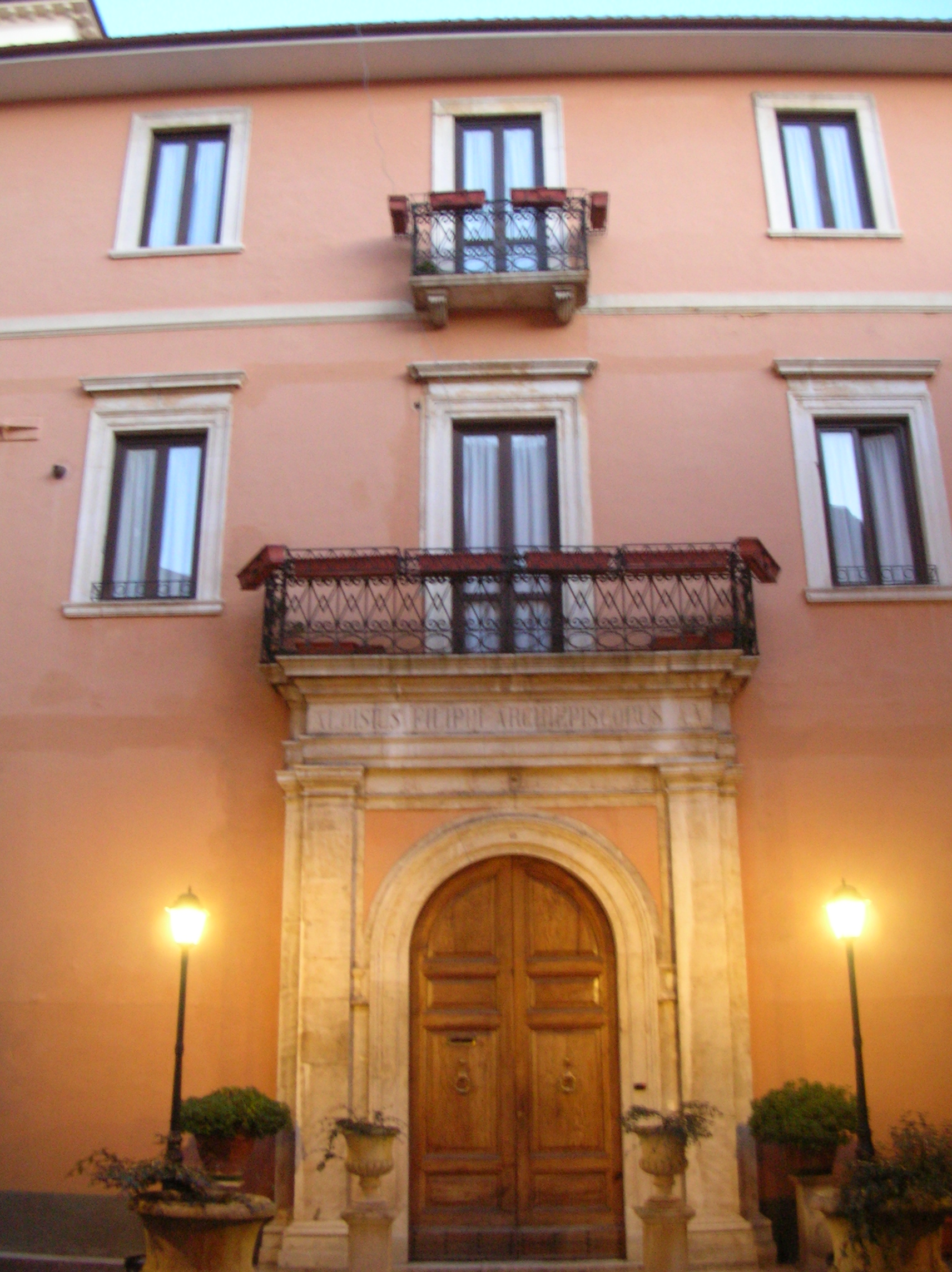
Ingresso dell'episcopio arcivescovile all'Aquila

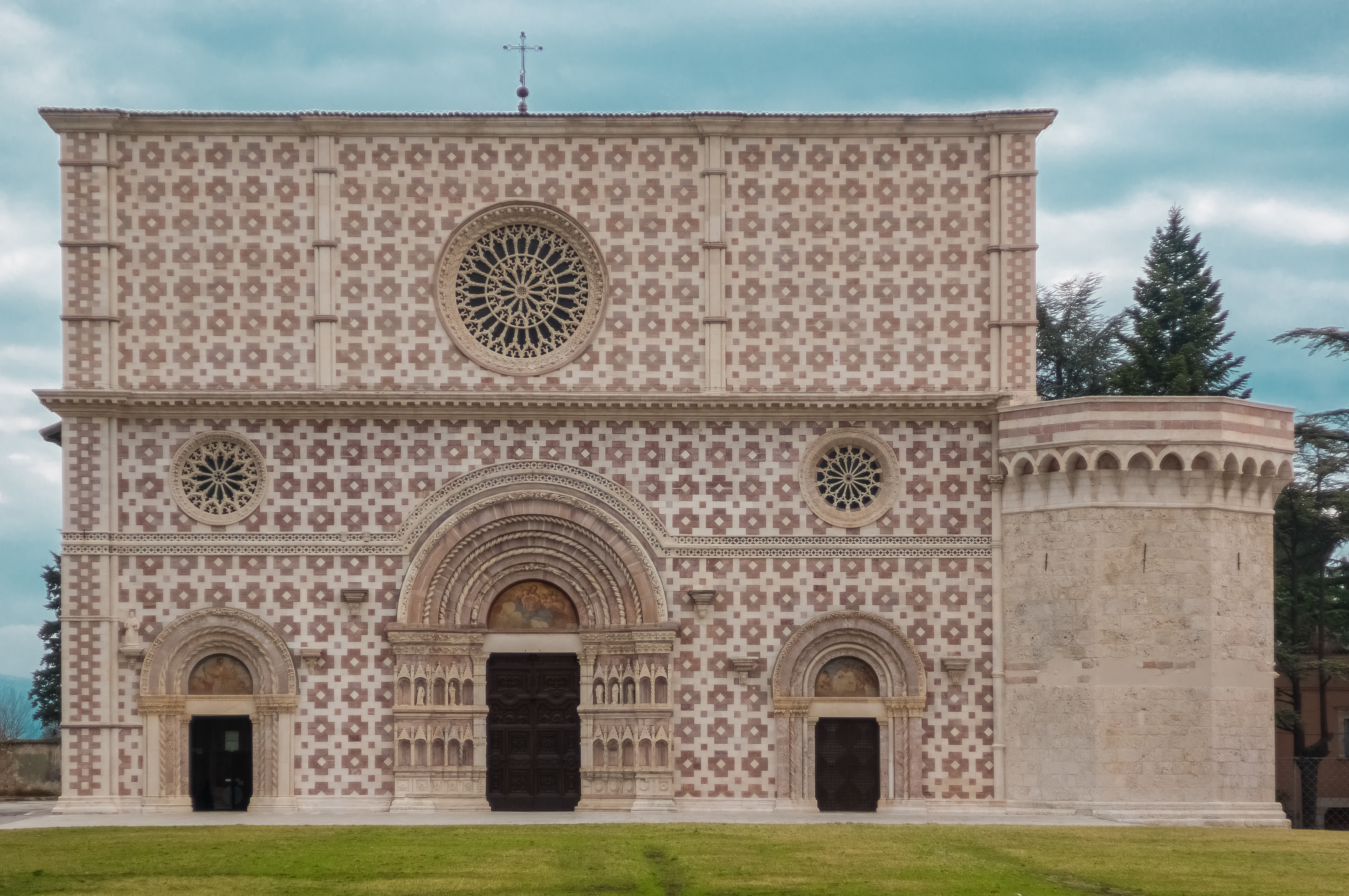
La basilica di Santa Maria di Collemaggio.

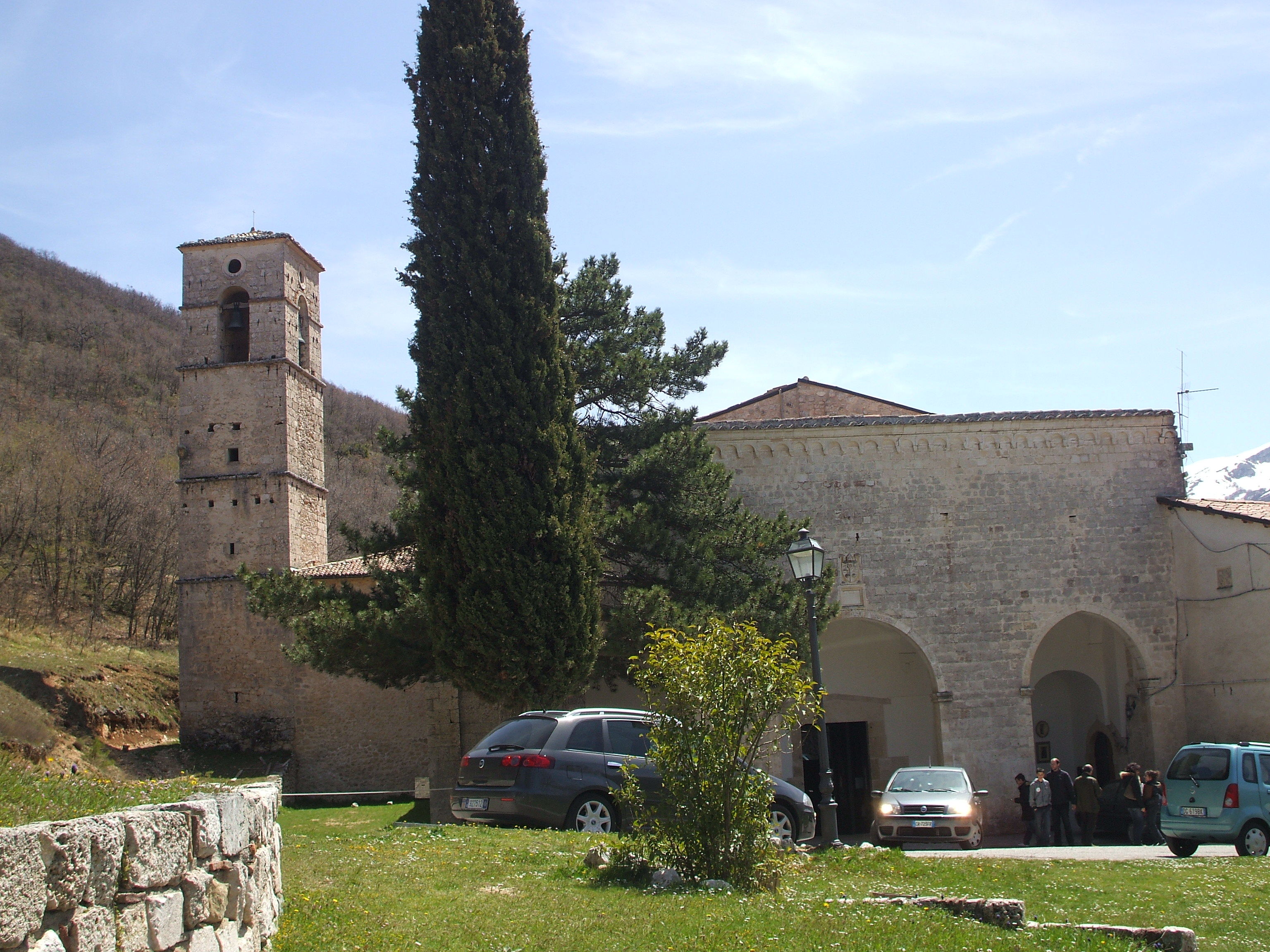
L'abbazia di San Giovanni Battista a Lucoli.

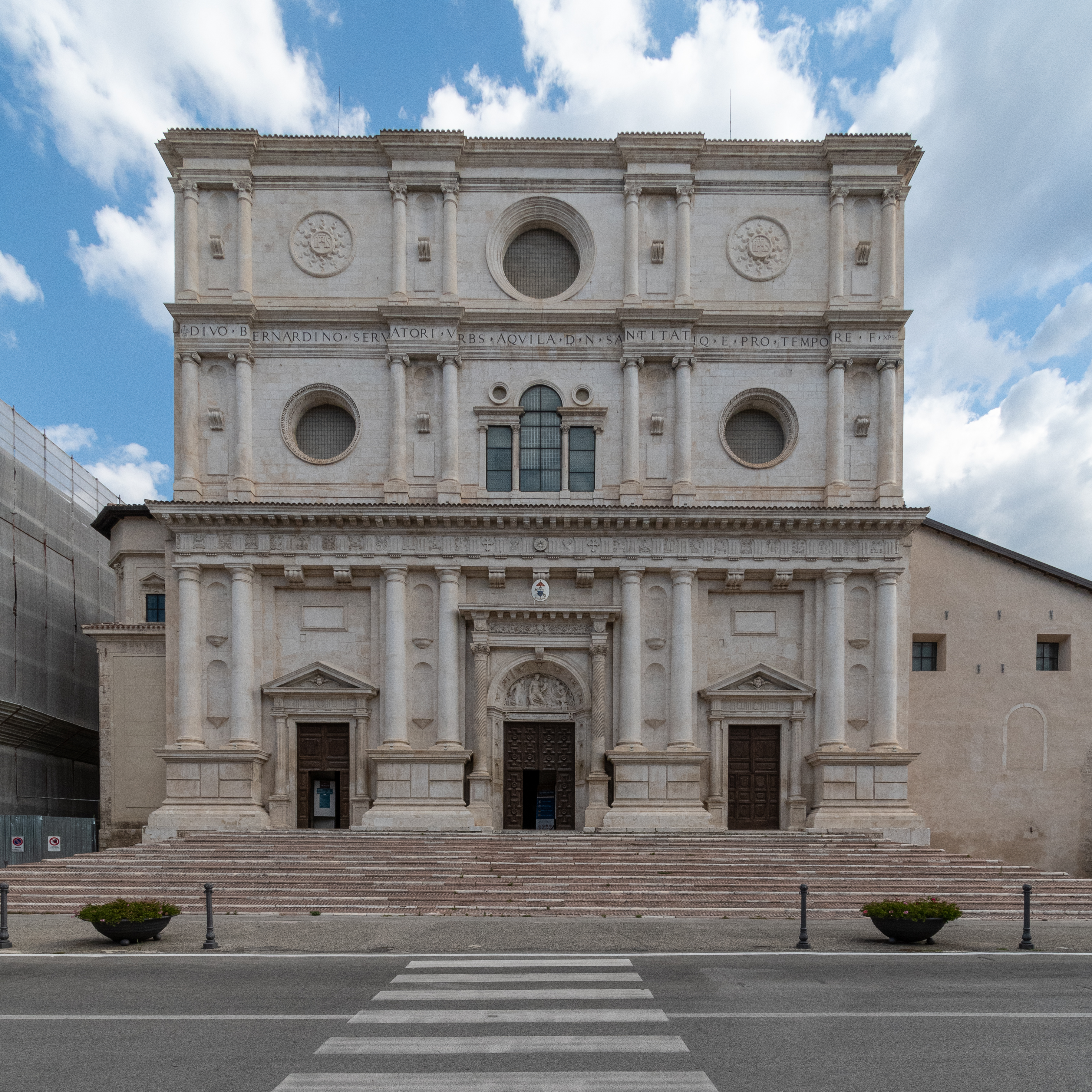
La basilica di San Bernardino costruita, con l'adiacente convento, fra il 1454 ed il 1472 in onore di san Bernardino da Siena, le cui spoglie sono custodite all'interno del mausoleo del Santo.

L'arcidiocesi dell'Aquila (in latino Archidioecesis Aquilana) è una sede metropolitana della Chiesa cattolica in Italia appartenente alla regione ecclesiastica Abruzzo-Molise. Nel 2023 contava 112.720 battezzati su 117.500 abitanti. È retta dall'arcivescovo Antonio D'Angelo.

## Territorio
L'arcidiocesi comprende 28 comuni della provincia dell'Aquila: Acciano, Barete, Barisciano, Cagnano Amiterno, Campotosto, Capitignano, Caporciano, Collepietro, Fagnano Alto, Fontecchio, Fossa, L'Aquila, Lucoli, Montereale, Navelli, Ocre, Pizzoli, Poggio Picenze, Prata d'Ansidonia, Rocca di Cambio, Rocca di Mezzo (tranne la frazione di Rovere, che appartiene alla diocesi di Avezzano), San Demetrio ne' Vestini, San Pio delle Camere, Sant'Eusanio Forconese, Scoppito, Tione degli Abruzzi, Tornimparte e Villa Sant'Angelo.
Sede arcivescovile è la città dell'Aquila, dove si trova la cattedrale dei Santi Massimo e Giorgio. In città sorgono anche tre basiliche minori: la basilica di San Giuseppe Artigiano, la basilica di Santa Maria di Collemaggio e la basilica di San Bernardino. A Poggio di Roio, frazione dell'Aquila, si trova il santuario della Madonna di Roio, mentre vicino ad Assergi, anch'essa frazione del capoluogo, quello di San Pietro della Ienca, dedicato il 18 maggio 2011 al santo papa Giovanni Paolo II.
Il territorio si estende su 1.516 km² ed è suddiviso in 147 parrocchie.

### Provincia ecclesiastica
La provincia ecclesiastica aquilana, istituita nel 1972, comprende 2 suffraganee:
- la diocesi di Avezzano,
- la diocesi di Sulmona-Valva.

## Storia

### Diocesi di Forcona (fino al 1256)
Il territorio oggi compreso nell'arcidiocesi dell'Aquila fin dall'epoca tardo-romana era occupato da diverse antiche sedi vescovili. Sono infatti attestate la diocesi di Amiterno, nei pressi di San Vittorino, con vescovi documentati nel V e nel VI secolo, quella di Pitinum, che si vuole identificare con l'odierna frazione aquilana di Pettino, il cui unico vescovo noto prese parte al concilio romano del 499, e quella di Aveia, nel territorio di Fossa, il cui vescovo Gaudenzio figura tra i padri del concilio romano del 465.
Dopo il VI secolo non si hanno più notizie di queste antiche diocesi. Pettino fu probabilmente assorbita da Amiterno, a sua volta scomparsa e integrata nel territorio della diocesi di Rieti. Secondo Francesco Lanzoni, alla sede di Aveia, distrutta e abbandonata, sarebbe succeduta la diocesi di Forcona (o Forconio), corrispondente all'odierna frazione aquilana di Civita di Bagno, il cui primo vescovo conosciuto è Floro, che fu presente al sinodo romano del 680 indetto da papa Agatone per condannare l'eresia monotelita. Bisogna poi giungere al IX secolo per conoscere i nomi di altri vescovi di Forcona, la cui serie episcopale arriva fino a metà del XIII secolo. Tra questi vescovi si possono ricordare Giovanni I, che figura nei concili romani dell'853 e dell'861; Albino, vissuto in epoca incerta, il cui cenotafio si conserva nella cattedrale dell'Aquila; san Raniero, lodato da papa Alessandro II per aver difeso i diritti della Chiesa contro gli usurpatori; Pagano, che nel 1178 ricevette un breve da papa Alessandro III con il quale la Chiesa di Forcona venne sottoposta alla protezione della Santa Sede. Al 1204 risale invece una bolla di papa Innocenzo III, con la quale vennero confermati i possedimenti della diocesi, retta in quegli anni da Giovanni II, parente del pontefice. Nel 1252 fu nominato vescovo della città Berardo da Padula, ma ormai il centro era in irreversibile decadenza; nel 1254, infatti, avvenne, per volontà di diverse decine di castelli della zona, la fondazione dell'Aquila, nuova città posta tra Forcona e Amiternum. Questo evento portò al definitivo abbandono delle antiche città di origine romana della zona.

### Diocesi dell'Aquila (1256-1876)
Accogliendo le istanze delle nuove autorità civili aquilane, con la bolla Purae fidei del 22 dicembre 1256, papa Alessandro IV concesse al centro di recente fondazione lo status di città e la dignità episcopale, ordinando il trasferimento della sede di Forcona, con tutti i suoi onori e i suoi diritti, nella chiesa cattedrale intitolata ai Santi Massimo e Giorgio; alla nuova diocesi fu unito anche il territorio dell'antica Amiterno, sottratto alla diocesi di Rieti. Per prevenire possibili rivendicazioni da parte dei vescovi reatini, e in accordo con gli arcipreti amiternini, il 20 febbraio 1257 il pontefice emanò una seconda bolla, anch'essa intitolata Purae fidei, con il medesimo contenuto della prima, ma con l'aggiunta di un frase che definì i confini della diocesi, che comprendevano così anche l'antico contado amiternino.
Berardo da Padula diventò così il primo vescovo aquilano, ma dovette ben presto lasciare la sua sede e rifugiarsi nuovamente a Forcona, quando la città dell'Aquila venne rasa al suolo nel 1259 da Manfredi di Sicilia. Tra gli eventi che segnarono in modo particolare la vita della diocesi, dopo la ricostruzione della città nel 1266, è la fondazione nel 1288 della basilica di Santa Maria di Collemaggio ad opera di Pietro da Morrone, che proprio in quella basilica venne incoronato papa con il nome di Celestino V nel 1294. Tra i primi vescovi si ricordano Niccolò da Sinizzo, che fece arrivare in città gli Agostiniani con la fondazione del convento e della chiesa di Sant'Agostino, Bartolomeo Conti, che prese parte al concilio di Vienne nel 1312, durante il quale fu accusato di simonia, e Filippo Delci, che dovette far fronte al violento terremoto del 1315.
Un ulteriore periodo di crisi fu vissuto durante lo scisma d'Occidente, tra XIV e XV secolo; la sede aquilana fu stabilmente occupata da vescovi dell'obbedienza avignonese, mentre i vescovi nominati da Roma non riuscirono mai a prenderne possesso. Tra questi vescovi si può ricordare la tragica fine di Stefano Sidonio: nominato dal papa romano, passò ben presto all'obbedienza avignonese; fuggito dall'Aquila, si rifugiò a Perugia, ma venne raggiunto e ucciso da sicari inviati da papa Urbano VI. Stessa tragica sorte toccò al vescovo avignonese Berardo da Teramo, ucciso durante alcuni tumulti nel 1391. Lo scisma ebbe fine con il vescovo Jacopo Donadei, che nel 1413 fece trasferire le reliquie del patrono san Massimo da Aveia nella cattedrale aquilana; abile uomo politico ed esperto militare, non disdegnò di mettersi alla testa di un esercito per difendere la propria città. Tra gli altri vescovi del XV secolo, sono da ricordare Amico Agnifili (1431-1472), primo vescovo aquilano a diventare cardinale, e Giovanbattista Gaglioffi (1486-1493), che prese parte alla congiura dei Baroni napoletani e per questo venne assassinato mentre si trovava a Roma.
Un altro casus belli coinvolse la diocesi di Valva e quella dell'Aquila, che pretendeva di avere giurisdizione su diversi castelli, che dipendevano dal punto di vista ecclesiastico dalla diocesi valvense, ma che dal punto di vista amministrativo civile erano sottomessi alla città aquilana. La controversia, che ebbe anche momenti drammatici, fu vinta dalla diocesi aquilana, che nel 1426 annetté al proprio territorio diciotto centri, tra cui Collepietro, Bominaco, Navelli e Civitaretenga.
Nella prima metà del XVI secolo fu nominato vescovo dell'Aquila Giovanni Franchi, appartenente a una nobile famiglia cittadina. Caso inusuale, ma non raro a quell'epoca, è che questo vescovo, quando venne eletto, non aveva ricevuto nessun ordine sacro, e non si preoccupò di riceverli nemmeno durante gli otto anni in cui governò la sede aquilana; di fatto, quindi, dal 1515 al 1523 la diocesi fu retta da un episcopus electus, che vescovo non lo fu mai, ma solo un laico. Quando si dimise nel 1523, Giovanni Franchi intraprese la carriera militare. Dopo di lui la diocesi fu affidata a cardinali romani in qualità di amministratori apostolici, fino al 1537.
Nella seconda metà del XVI secolo i vescovi aquilani si distinsero per l'applicazione dei decreti di riforma del concilio di Trento. Tra questi lo spagnolo Juan de Acuña (1561-1578), che fondò il seminario vescovile, ingrandì ed arricchì la cattedrale ed istituì l'Accademia dei Fortunati; Mariano de Racciaccaris (1579-1592), originario di Tivoli, che indisse nel 1581 il primo sinodo diocesano; Basilio Pignatelli (1593-1599), che fece venire in città i Gesuiti.
L'inizio del Seicento vedi l'arrivo in diocesi di numerosi ordini e congregazioni religiose, tra cui i fatebenefratelli, i barnabiti, i cistercensi, i cappuccini e i minimi. Il secolo si chiuse con l'episcopato di Ignacio de la Cerda (1683-1702), che entrò in contrasto con il viceré di Napoli, suo cugino, e per questo subì gravi ritorsioni, che lo costrinsero a lasciare L'Aquila e rifugiarsi a Rieti dove morì.
Mentre l'arcidiocesi, rimasta vacante, veniva amministrata dal vicario capitolare Francesco Antonelli, appartenente alla nobile famiglia aquilana, L'Aquila e la regione furono devastati da un catastrofico terremoto, che rase quasi totalmente al suolo la città e che, nella scossa del 2 febbraio 1703, causò anche la morte del vicario Antonelli. La sede venne quindi affidata al vicario capitolare Domenico de Benedictis, fino al 1712, e poi al vicario apostolico Francesco Maria Tansi, fino all'8 maggio 1719. In quella data, infatti, si insediò il vescovo Domenico Taglialatela, nominato nel giugno dell'anno precedente, dopo sedici anni di vacanza.
Nel 1818 papa Pio VII e il re delle Due Sicilie Ferdinando I conclusero il concordato in seguito al quale, con la bolla De utiliori, il papa decretò la soppressione della diocesi di Cittaducale per la deficienza delle rendite e l'annessione del suo territorio alla sede dell'Aquila. Nel 1836 furono annessi alla diocesi aquilana, con un breve di papa Gregorio XVI, anche alcuni centri su cui gli abati di Farfa esercitavano la giurisdizione spirituale, tra cui San Pio di Fontecchio, San Lorenzo di Beffi e il monastero di Santa Maria a Graiano.

### Arcidiocesi dell'Aquila (dal 1876)
Per premiare la devozione alla persona del pontefice della sua popolazione e le benemerenze del vescovo Luigi Filippi, con la lettera apostolica Suprema dispositione del 19 gennaio 1876 papa Pio IX insignì la sede aquilana della dignità arcivescovile, pur mantenendola nell'immediata soggezione alla Santa Sede.
In ossequio alle disposizioni del Concilio Vaticano II, papa Paolo VI con la lettera apostolica Cum cognitum del 15 agosto 1972 elevò la sede arcivescovile dell'Aquila a sede metropolitana e insignì l'allora arcivescovo Costantino Stella del titolo di metropolita della nuova provincia ecclesiastica comprendente, oltre all'arcidiocesi dell'Aquila, quelle suffraganee dei Marsi (con sede ad Avezzano) e di Valva e Sulmona.
Con il decreto Quo aptius del 21 giugno 1976 emanato dalla Congregazione per i vescovi, per conformare i confini diocesani con quelli delle province civili, l'arcidiocesi dell'Aquila subì un ultimo e definitivo riassetto territoriale: le 25 parrocchie che formavano l'antica diocesi di Cittaducale vennero accorpate alla diocesi di Rieti, mentre 21 parrocchie già reatine furono assegnate all'arcidiocesi dell'Aquila.
Nel 2006 l'arcidiocesi celebrò la ricorrenza del 750º anniversario della sua fondazione. La cattedrale, il palazzo arcivescovile e molte chiese dell'Aquila e dintorni subirono poi gravi danni a causa del terremoto dell'Aquila del 2009. Papa Benedetto XVI visitò l'arcidiocesi già il 28 aprile 2009, recandosi, tra l'altro, a pregare sulle spoglie di Celestino V nella basilica di Santa Maria di Collemaggio, danneggiata dal sisma.

## Cronotassi dei vescovi
Si omettono i periodi di sede vacante non superiori ai 2 anni o non storicamente accertati.
- Floro † (menzionato nel 680)
- Albino † (VII secolo ?)
- Giovanni I † (prima dell'853 - dopo l'869)[7]
- Ceso ? † (menzionato nel 956)[8]
- Gualderico † (prima del 968 - dopo il 1028)[9]
- San Raniero † (prima del 1065 - dopo il 1072)[9]
- Berardo I † (prima del 1147 - dopo ottobre 1171)[10]
- Pagano † (menzionato nel 1178)[11]
- Berardo II ? † (menzionato nel 1187)[12]
- Odorisio † (prima di ottobre 1188 - 28 giugno 1203 deceduto)[11]
- Giovanni II † (prima di luglio 1204 - circa 1206 nominato vescovo di Perugia)
- Teodino † (prima di maggio 1208 - 8 maggio 1224 deceduto)[11]
- Tommaso † (2 giugno 1225 - dopo il 1229)[11]
- Anonimo † (menzionato nel 1236)[11]
- Anfuso † (menzionato nel 1238)[11]
- Berardo da Padula † (23 maggio 1252 - 1264 deceduto)
- Niccolò da Sinizzo, O.Cist. † (31 dicembre 1267 - dopo il 26 maggio 1294 deceduto)[11]
- Nicola Castroceli, O.P. † (1294 - dopo il 9 maggio 1303 deceduto)
- Bartolomeo Conti † (7 agosto 1303 - maggio 1312 deceduto)
- Filippo Delci, O.E.S.A. † (4 giugno 1312 - 1327 deceduto)
- Angelo Acciaiuoli, O.P. † (8 giugno 1328 - 26 giugno 1342 nominato vescovo di Firenze)
- Pietro Guglielmi † (16 luglio 1342 - 1346 deceduto)
- Paolo Rainaldi † (30 marzo 1349 - 10 maggio 1353 nominato vescovo di Ascoli Piceno)
- Isacco Bindi † (10 maggio 1353 - 15 gennaio 1356 nominato vescovo di Ascoli Piceno)
- Paolo Rainaldi † (15 gennaio 1356 - 25 gennaio 1377 deceduto) (per la seconda volta)
- Stefano Sidonio † (4 maggio 1377[13] - 1381 ?[14])
  - Giovanni Zacchei, O.P. † (4 maggio 1377 ? - 1381 ?)[15]
- Clemente Secenari † (1382 - 1384 deceduto)
  - Berardo da Teramo, O.P. † (28 giugno 1382 - 28 agosto 1391 deceduto) (antivescovo)[16]
- Oddo † (1386 - 1388 deceduto)
- Ludovico Teodonari † (20 agosto 1390 - 4 settembre 1397 nominato vescovo di Rieti)
  - Jacopo Donadei (31 agosto 1391 - 3 maggio 1395) (antivescovo)
  - Corrado Camponeschi (1399 - 1400) (amministratore apostolico)
- Jacopo Donadei † (11 luglio 1400 - 6 gennaio 1431 deceduto)
- Amico Agnifili † (4 maggio 1431 - 31 marzo 1472 dimesso)
- Francesco Agnifili † (31 marzo 1472 - 20 agosto 1476 deceduto)
- Amico Agnifili † (20 agosto 1476 - 9 novembre 1476 deceduto) (per la seconda volta)
- Ludovico Borgio † (31 gennaio 1477 - 12 o 25 novembre 1485 deceduto)
- Giovanbattista Gaglioffi † (9 gennaio 1486 - febbraio 1493 deceduto)
  - Pietropaolo Leonissa † (febbraio - agosto 1493) (amministratore apostolico)
- Giovanni Leoni Gallucci † (23 agosto 1493 - 1502 deceduto)
- Gualtiero Suardo, O.S.B. † (9 maggio 1502 - 1504 dimesso)
- Giovanni da Prato, O.F.M. † (6 marzo 1504 - 1515 dimesso)[17]
  - Giovanni Franchi † (24 agosto 1515 - 1523 dimesso) (vescovo eletto)
  - Giovanni Piccolomini † (6 luglio 1523 - 3 luglio 1525 dimesso) (amministratore apostolico)
  - Pompeo Colonna † (3 luglio 1525 - 28 giugno 1532 dimesso) (amministratore apostolico)
  - Giovanni Piccolomini † (28 giugno 1532 - 21 novembre 1537 deceduto) (amministratore apostolico, per la seconda volta)
- Bernardo Sancio † (14 luglio 1538 - 1552 deceduto)
- Álvaro de la Quadra † (13 settembre 1553 - 1561 dimesso)
- Juan de Acuña † (15 gennaio 1561 - 25 luglio 1578 deceduto)
- Mariano de Racciaccaris, O.F.M.Obs. † (3 luglio 1579 - 24 marzo 1592 deceduto)
- Basilio Pignatelli, C.R. † (18 agosto 1593 - 1599 dimesso)
- Giuseppe de Rubeis † (29 marzo 1599 - 12 settembre 1605 nominato arcivescovo di Acerenza e Matera)
- Gonzalo de Rueda † (19 dicembre 1605 - 23 maggio 1622 nominato vescovo di Gallipoli)
- Álvaro de Mendoza, O.F.M. † (14 novembre 1622 - 29 maggio 1628 nominato vescovo di Jaca)
- Gaspar Salgado Gayoso † (11 dicembre 1628 - 7 febbraio 1644 deceduto)
- Clemente del Pezzo, C.R. † (17 dicembre 1646 - 27 novembre 1651 nominato vescovo di Castellammare di Stabia)
  - Sede vacante (1651-1654)
- Francisco Tello de León, O.SS.T. † (1º giugno 1654 - 18 febbraio 1662 deceduto)
- Carlo de Angelis † (13 agosto 1663 - 17 dicembre 1674 nominato vescovo di Acerra)
- Juan Torrecillas y Ruiz de Cárdenas † (19 ottobre 1676 - 17 marzo 1681 nominato arcivescovo di Brindisi)
- Arcangelo Tipaldi, O.F.M.Obs. † (2 giugno 1681 - 18 marzo 1682 deceduto)
- Ignacio de la Cerda, O.E.S.A. † (11 gennaio 1683 - 29 settembre 1702 deceduto)
  - Sede vacante (1702-1718)
- Domenico Taglialatela † (8 giugno 1718 - 18 marzo 1742 deceduto)
- Giuseppe Coppola, C.O. † (25 maggio 1742 - 1º dicembre 1749 nominato vescovo di Castellammare di Stabia)
- Ludovico Sabatini d'Anfora, C.P.O. † (23 febbraio 1750 - 6 luglio 1776 deceduto)
- Benedetto Cervone † (23 giugno 1777 - 31 marzo 1788 deceduto)
  - Sede vacante (1788-1792)
- Francesco Saverio Gualtieri † (26 marzo 1792 - 6 aprile 1818 nominato vescovo di Caserta)
- Girolamo Manieri † (6 aprile 1818 - 12 novembre 1844 deceduto)
- Michele Navazio † (20 gennaio 1845 - 26 aprile 1852 deceduto)
- Luigi Filippi, O.F.M.Ref. † (7 marzo 1853 - 28 gennaio 1881 deceduto)
- Augusto Antonio Vicentini † (13 maggio 1881 - 11 settembre 1892 deceduto)
- Francesco Paolo Carrano † (16 gennaio 1893 - 1º settembre 1906 nominato arcivescovo di Trani e Barletta)
- Pellegrino Francesco Stagni, O.S.M. † (15 aprile 1907 - 1º gennaio 1916 dimesso[18])
  - Sede vacante (1916-1918)[19]
- Adolfo Turchi † (17 luglio 1918 - 2 maggio 1929 deceduto)
- Gaudenzio Manuelli † (18 febbraio 1931 - 9 febbraio 1941 deceduto)
- Carlo Confalonieri † (27 marzo 1941 - 25 gennaio 1950 nominato segretario della Congregazione per i seminari e le Università degli Studi[20])
- Costantino Stella † (5 luglio 1950 - 2 giugno 1973 dimesso)
- Carlo Martini † (2 giugno 1973 - 31 dicembre 1983 dimesso)
- Mario Peressin † (31 dicembre 1983 succeduto - 6 giugno 1998 ritirato)
- Giuseppe Molinari (6 giugno 1998 succeduto - 8 giugno 2013 ritirato)
- Giuseppe Petrocchi (8 giugno 2013 - 1º agosto 2024 ritirato)
- Antonio D'Angelo, succeduto il 1º agosto 2024

## Santi patroni
L'arcidiocesi ha quattro patroni, che sono: san Massimo, levita e martire, già protettore della diocesi di Forcona, soppressa nel 1256, da cui quella dell'Aquila è derivata; sant'Equizio, abate, le cui spoglie sono collocate nella chiesa di Santa Margherita all'Aquila; san Pietro Celestino, eremita, papa e confessore, sepolto nella basilica di Santa Maria di Collemaggio; san Bernardino da Siena, religioso, il cui corpo è situato nella basilica di San Bernardino all'Aquila.

## Istituti religiosi
- Ordine dei frati minori
- Ordine dei frati minori cappuccini
- Ordine dei frati minori conventuali
- Società salesiana di San Giovanni Bosco
- Ricostruttori nella preghiera
- Famiglia dei discepoli
- Apostole del Sacro Cuore di Gesù
- Betlemite figlie del Sacro Cuore
- Figlie del Crocifisso
- Figlie della carità di San Vincenzo de' Paoli
- Figlie di Maria Ausiliatrice
- Istituto Maria Santissima Annunziata
- Maestre pie Filippini
- Missionarie della carità
- Missionarie della dottrina cristiana
- Monache agostiniane di Sant'Amico
- Monache benedettine celestine di San Basilio
- Monache cistercensi
- Monache clarisse della Beata Antonia
- Suore adoratrici del Sangue di Cristo
- Suore della carità di Santa Giovanna Antida Thouret
- Suore della Presentazione di Maria Santissima
- Suore di San Giuseppe di Cuneo
- Suore francescane alcantarine
- Suore francescane missionarie di Gesù Bambino
- Suore zelatrici del Sacro Cuore

## Statistiche
L'arcidiocesi nel 2023 su una popolazione di 117.500 persone contava 112.720 battezzati, corrispondenti al 95,9% del totale.
| anno | popolazione | popolazione | popolazione | presbiteri | presbiteri | presbiteri | presbiteri                | diaconi | religiosi | religiosi | parrocchie |
| anno | battezzati  | totale      | %           | numero     | secolari   | regolari   | battezzati per presbitero | diaconi | uomini    | donne     | parrocchie |
| ---- | ----------- | ----------- | ----------- | ---------- | ---------- | ---------- | ------------------------- | ------- | --------- | --------- | ---------- |
| 1950 | 115.000     | 115.000     | 100,0       | 225        | 153        | 72         | 511                       |         | 139       | 335       | 145        |
| 1970 | 96.959      | 97.625      | 99,3        | 182        | 101        | 81         | 532                       |         | 114       | 454       | 148        |
| 1980 | 96.600      | 98.700      | 97,9        | 145        | 75         | 70         | 666                       |         | 83        | 311       | 147        |
| 1990 | 100.000     | 105.500     | 94,8        | 130        | 74         | 56         | 769                       |         | 68        | 273       | 146        |
| 1999 | 100.000     | 105.500     | 94,8        | 124        | 90         | 34         | 806                       |         | 48        | 287       | 147        |
| 2000 | 105.000     | 107.220     | 97,9        | 136        | 102        | 34         | 772                       |         | 48        | 287       | 147        |
| 2001 | 105.000     | 107.220     | 97,9        | 142        | 108        | 34         | 739                       |         | 48        | 287       | 147        |
| 2002 | 105.000     | 107.220     | 97,9        | 151        | 117        | 34         | 695                       | 2       | 48        | 287       | 147        |
| 2003 | 106.000     | 108.300     | 97,9        | 151        | 117        | 34         | 701                       | 2       | 48        | 287       | 147        |
| 2004 | 106.000     | 108.300     | 97,9        | 155        | 121        | 34         | 683                       | 2       | 48        | 287       | 147        |
| 2013 | 111.500     | 112.900     | 98,8        | 114        | 96         | 18         | 978                       | 9       | 20        | 151       | 147        |
| 2016 | 109.000     | 115.200     | 94,6        | 115        | 89         | 26         | 947                       | 10      | 29        | 126       | 149        |
| 2019 | 112.500     | 117.413     | 95,8        | 109        | 85         | 24         | 1.032                     | 8       | 29        | 130       | 148        |
| 2021 | 112.670     | 117.190     | 96,1        | 111        | 81         | 30         | 1.015                     | 8       | 32        | 131       | 148        |
| 2023 | 112.720     | 117.500     | 95,9        | 113        | 83         | 30         | 997                       | 8       | 32        | 135       | 147        |